# 1231. grenadirski polk (Wehrmacht)
1231. grenadirski polk (izvirno nemško 1231. Grenadier-Regiment; kratica 1231. GR) je bil pehotni polk Heera v času druge svetovne vojne.

## Zgodovina
Polk je bil ustanovljen januarja 1945 pri Slavonskem Brodu kot sestavni del 41. pehotne divizije.